# Чулак (село)
Чулак таб. ЧIвулак) — упразднённое село в Хивском районе Дагестана. Ныне урочище.

## География
Расположено в 16 км к северо-востоку от районного центра — села Хив, у реке Яргильнир.

## Примечание
1. Памятная книжка Дагестанской области / Сост. Е.И. Козубский. - Темир-Хан-Шура : "Русская тип." В.М. Сорокина, 1895. - 724 с. разд. паг., 1 л. фронт. (портр.), 17 л. ил., карт.; 25.
2. Районированный Дагестан : (адм.-хоз. деление ДССР по новому районированию 1929 г.). — Махачкала : Орготд. ЦИК ДССР, 1930. — 56, XXIV, 114 с.
3. Список населённых мест с указанием численности населения по переписи 1939 года по Дагестанской АССР. — Махачкала, 1940. — 192 с.